# Crocifissione (Giotto)
La Crocifissione è un affresco (200x185 cm) di Giotto, databile al 1303-1305 circa e facente parte del ciclo della Cappella degli Scrovegni a Padova. È compreso nelle Storie della Passione di Gesù del registro centrale inferiore, nella parete sinistra guardando verso l'altare.

## Descrizione e stile
La scena è legata, più che in altri episodi, all'iconografia tradizionale. Sullo sfondo del cielo blu oltremare spicca al centro la croce di Gesù, in un turbinio di angeli addolorati che accorrono, si stracciano le vesti, raccolgono il sangue di Cristo dalle ferite. In basso c'è la Maddalena che bacia i piedi di Cristo, a sinistra possiamo notare un gruppo di donne che sostengono Maria svenente e a destra quello dei soldati che si litigano la veste di Cristo. Ai piedi del Calvario si trova una cavità con delle ossa e un teschio, tradizionalmente quello di Adamo che, bagnato dal sangue di Cristo, è redento dal Peccato originale, Il dipinto si trova nella cappella degli Scrovegni. 
La stesura è di qualità altissima, con una minuziosa cura del dettaglio che sfocia a tratti nel virtuosismo, come nel perizoma semitrasparente di Cristo.

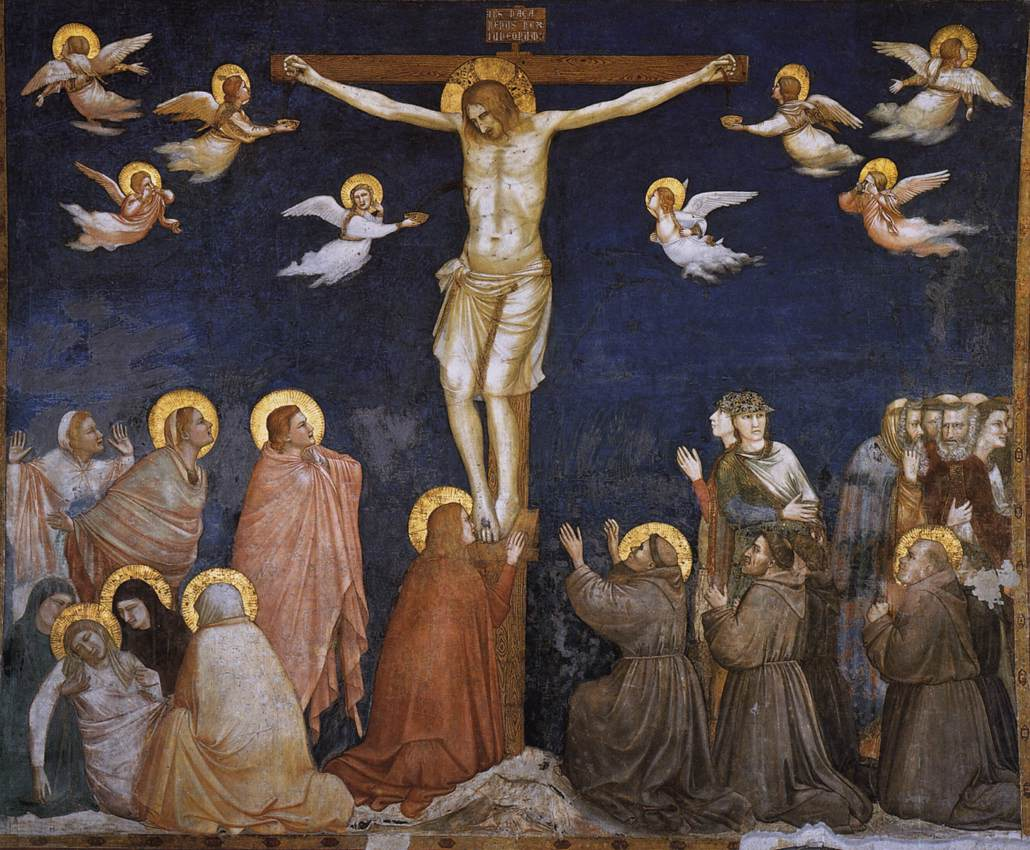
Crocifissione con cinque francescani nella basilica inferiore di Assisi (1308-1310 circa)
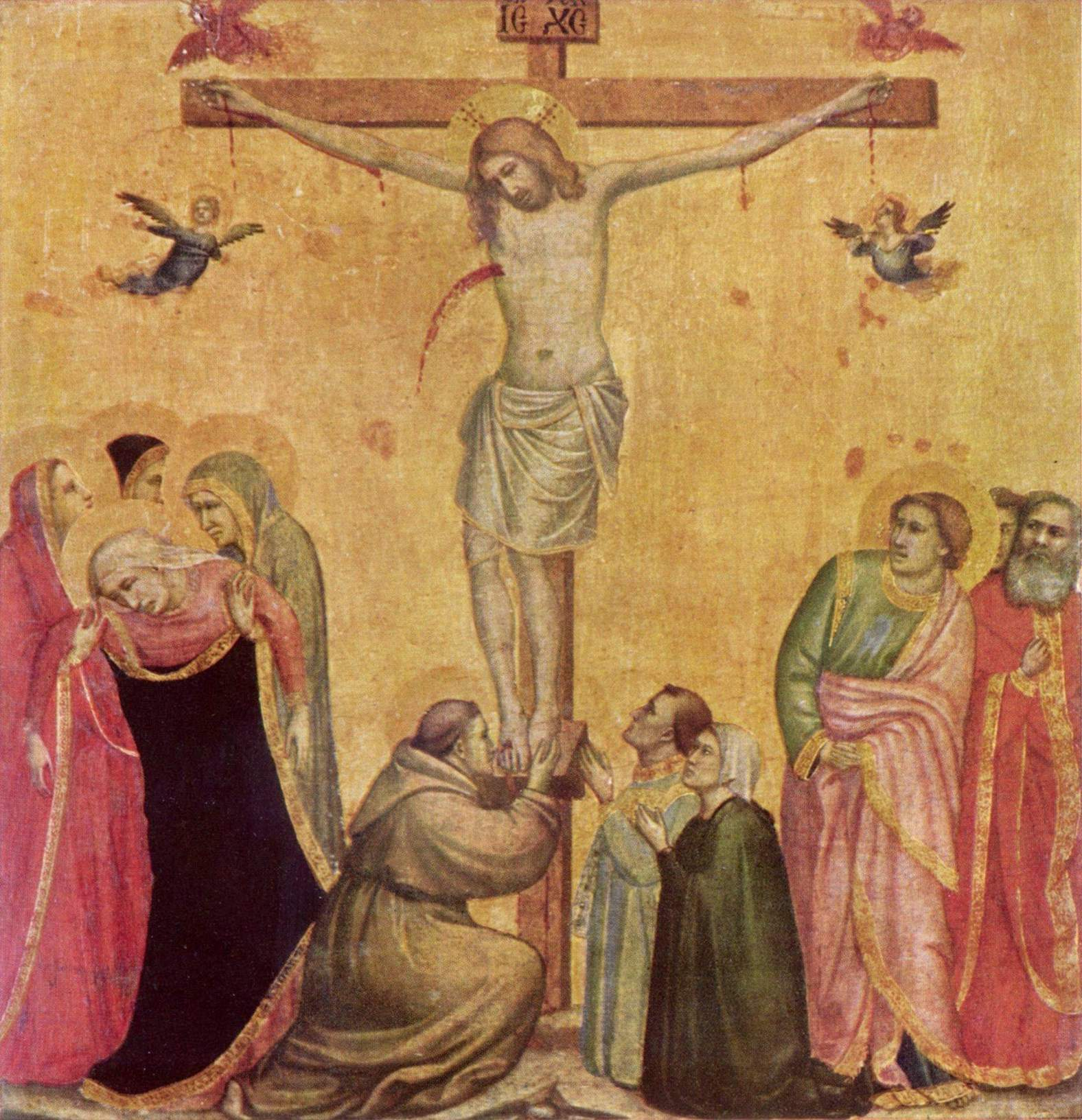
La Crocifissione nell'Alte Pinakothek (1320-1325 circa)
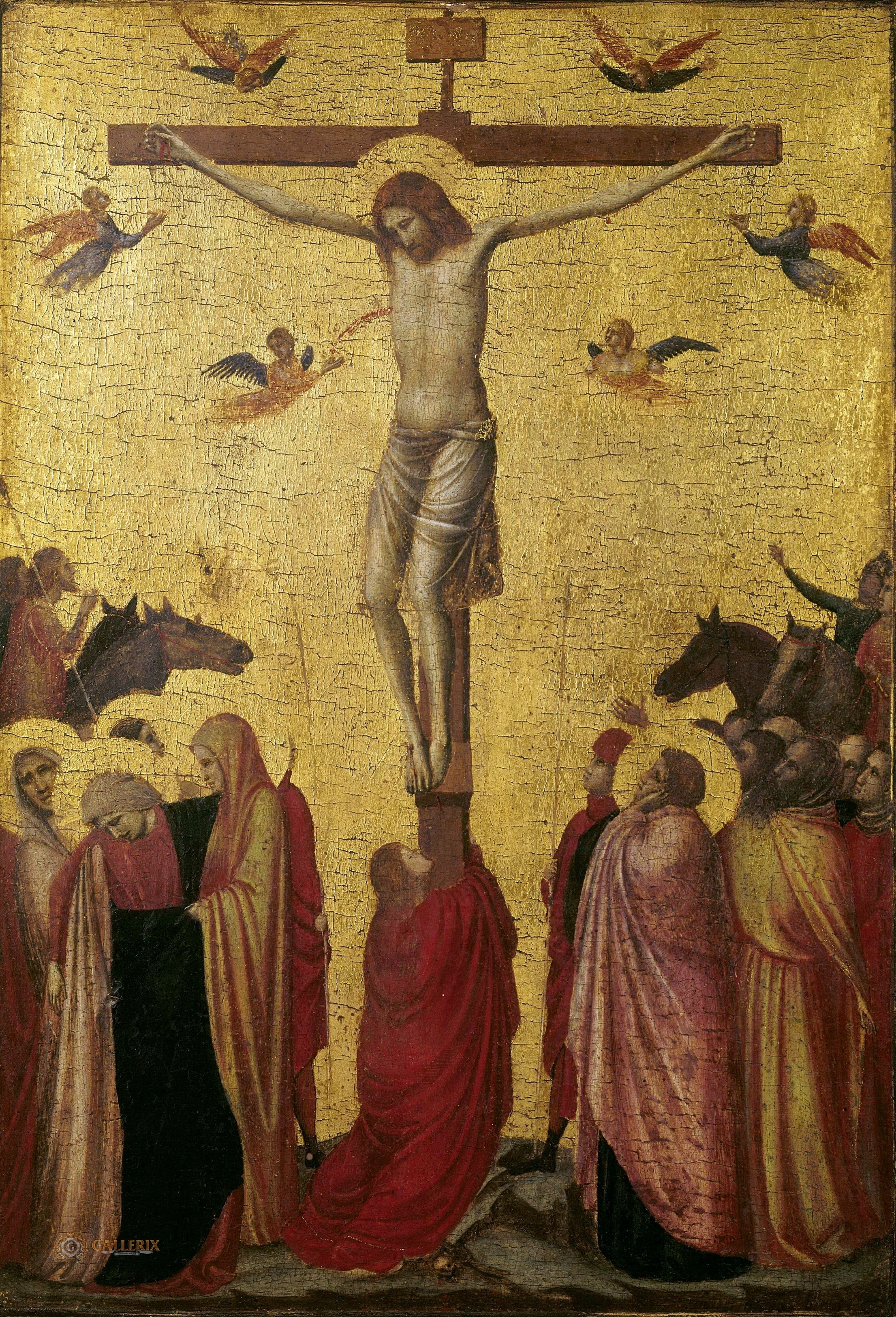
La Crocifissione di Strasburgo (1320 circa)
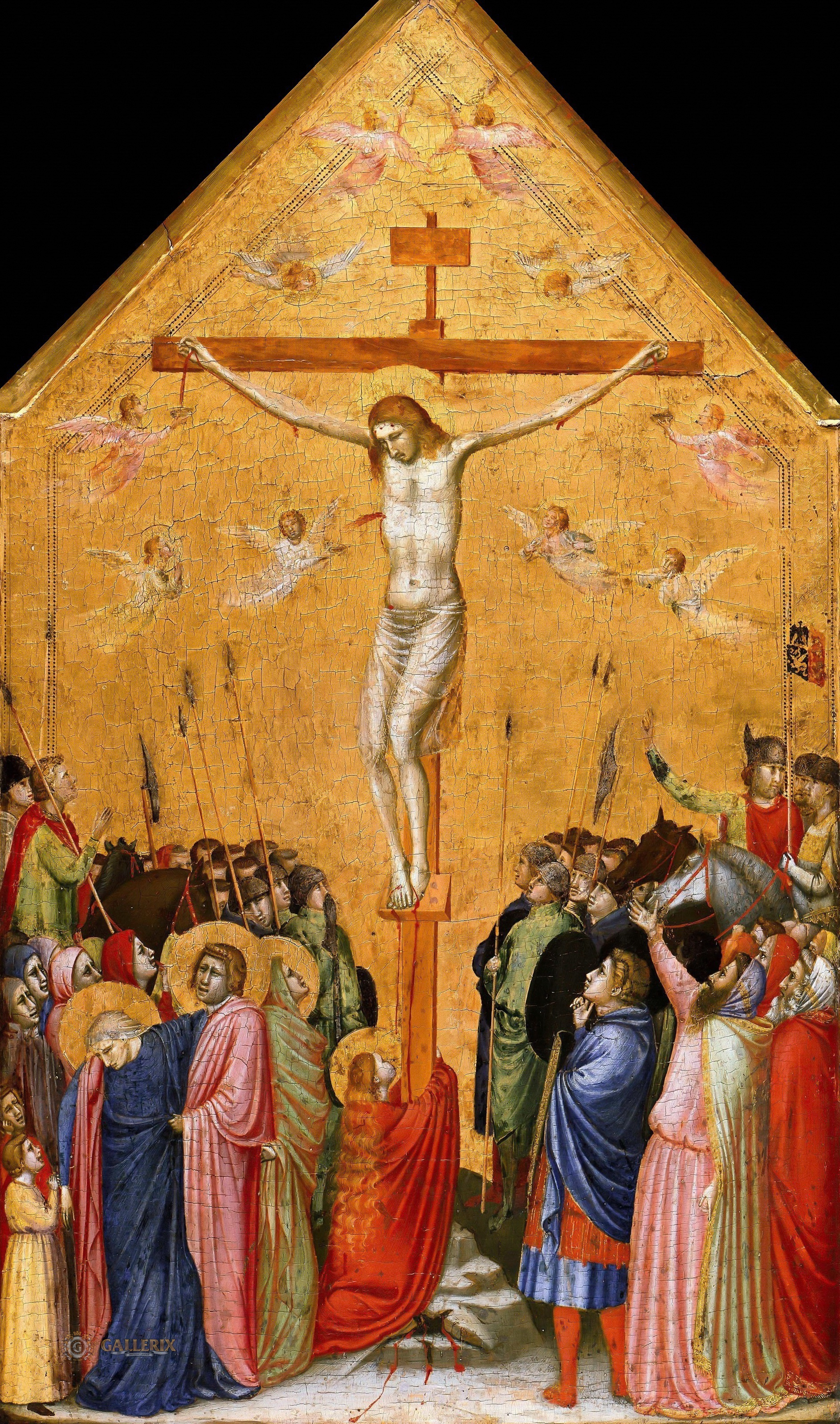
La Crocifissione di Berlino (1320 circa)